# Барнаульская духовная семинария
Барнау́льская духо́вная семина́рия — религиозная духовная образовательная организация Русской православной церкви (РПЦ), расположенная в городе Барнауле. Деятельность направлена на подготовку священнослужителей, служителей и религиозного персонала религиозных организаций Русской Православной Церкви. В более широком смысле семинария готовит православных миссионеров, преподавателей духовных учебных заведений, других работников отделов и учреждений епархий Московского патриархата, специалистов в области преподавания Закона Божия в нерелигиозных учебных заведениях. Полное официальное наименование: Религиозная организация — духовная образовательная организация высшего образования «Барнаульская духовная семинария Барнаульской Епархии Русской Православной Церкви». Семинария имеет государственную аккредитацию образовательной деятельности высшего образования — бакалавриат — по направлению 48.03.01 «Теология».

## История
Барнаульская духовная семинария ведет своё начало с 1869 года. Именно тогда Барнаульское духовное училище начало формироваться как учебное заведение, выпустившее в дореволюционные годы около тысячи учащихся.
Барнаульское духовное училище было тесно связано с деятельностью Алтайской духовной миссии, которую долгие годы возглавлял преподобный Макарий Алтайский (Глухарев), занимавший должность ректора ряда духовных учебных заведений европейской части России, до отъезда на Алтай.
Вторым Макарием – Апостолом Алтая стал святитель Макарий (Невский), начавший своё епископское служение на Алтае в 1884 году, когда Барнаульское духовное училище уже выпустило множество делателей на ниве Христовой. Святитель Макарий (Невский) не оставлял попечения об Алтайской духовной миссии и после перевода в Москву.  За многолетнее попечение об Алтайской духовной миссии, за любовь к Алтаю, святителем Тихоном, Патриархом Московским и всея России было предложено присвоить святителю Макарию титул митрополита Алтайского..
В мае 1917 год, после масштабного пожара в г. Барнауле, Барнаульское духовное училище было переведено в г. Бийск, а в связи с революционными событиями и вовсе прекратило свою деятельность.
С 1995 года по благословению епископа Барнаульского и Алтайского Антония началась подготовка к возрождению Барнаульского духовного училища, которое решением Священного Синода было официально открыто в 1997 году после восьмидесятилетнего вынужденного перерыва.
С 2002 года при ректорстве епископа Барнаульского и Алтайского Максима началась подготовка к преобразованию училища в духовную семинарию. Итогом этой кропотливой работы стало решение Священного Синода Русской Православной Церкви, присвоившего Барнаульскому духовному училищу статус семинарии в 2006 году.
29 февраля 2012 года Барнаульская духовная семинария была внесена в Единый государственный реестр согласно №273-ФЗ "Об образовании в Российской Федерации".

## Современное состояние
В ректорство митрополита Барнаульского и Алтайского Сергия продолжилась реформа высшего духовного образования на Алтае. Была проделана огромная работа, предшествующая подаче заявки на государственную аккредитацию.
До 2015 года Барнаульская духовная семинария располагалась в корпусе у Покровского кафедрального собора по адресу: улица Никитина, 137а.  По этому адресу проходил учебный процесс. Общежитие располагалось по адресу: переулок Ядринцева, 66.
Летом 2015 года был осуществлен переезд семинарии на административный адрес и начался формироваться нынешний архитектурный ансамбль.
11 февраля 2022 года – получена государственная аккредитация образовательной деятельности.
Получение государственной аккредитации — это итог многолетней плодотворной кропотливой работы профессорско-преподавательской корпорации, сотрудников и студенчества.
Под крылом Барнаульской духовной семинарии действуют: Регентская школа, Центр подготовки церковных специалистов имени святителя Макария (Невского), митрополита Алтайского, Курсы повышения квалификации священнослужителей, Курсы базовой подготовки в области богословия для монашествующих. При Иоанно-Богословском храмовом комплексе г. Барнаула действует ещё одно подразделение семинарии – Алтайский центр звонарского мастерства, где студенты семинарии и все желающие осваивают азы колокольного звона.
В семинарии действует две кафедры:
В семинарии действует две кафедры:
- Богословия и церковно-практических дисциплин
- Общегуманитарных дисциплин

## Адрес
В настоящее время семинария располагается по адресу: Россия, Алтайский край, г. Барнаул, переулок Ядринцева, 66.
Имеется административный корпус с общежитием, учебный корпус, корпус со спортивным залом, оборудованным необходимым спортивным инвентарем, жилой корпус для преподавателей и женатых студентов, актовый зал.
Духовная жизнь в Барнаульской духовной семинарии тесно связана с Иверским домо́вым храмом при семинарии, а также с Покровским кафедральным собором.

## Издания
Семинария издает два сборника:
- «Вестник Барнаульской духовной семинарии», зарегистрированный в Федеральной службе по надзору в сфере связи, информационных технологий и массовых коммуникаций (Роскомнадзор). Регистрационный номер ПИ № ФС77–86235 от 10 ноября 2023 года;
- «Труды Барнаульской духовной семинарии», которые издаются с 2009 года.
- С марта 2013 года издается студенческий журнал «Покров», получивший гриф Синодального информационного отдела от 15 января 2014 года за №260.

## Студенты и выпускники
Выпускники Барнаульской духовной семинарии несут возложенные на них послушания во многих регионах России, а также в Казахстане, Китае, Италии и Турции.
В Барнаульской духовной семинарии преподают два архиерея, четыре доктора наук (два доктора исторических наук, философских наук, искусствоведения), три кандидата богословия, восемь преподавателей со степенью кандидата наук, три выпускника Московской духовной академии и два выпускника Санкт-Петербургской духовной академии.
В стенах Барнаульской духовной семинарии в настоящее время обучаются студенты из Алтайского края, Казахстанского митрополичьего округа, Красноярского края, Новосибирской области, Иркутской области, Забайкальского края, Республики Бурятия, Республики Алтай, Республики Хакассии.

## Ректоры
- Епископ Максим (Дмитриев) (2006 — 16 июля 2013)
- Митрополит Сергий (Иванников) (16 июля 2013 года ― 15 мая 2025)[5]
- иерей Бочкар, Анатолий Петрович, и.о. (с 15 мая 2025)[6].